# Aspilota volans
Aspilota volans är en stekelart som beskrevs av Sergey A. Belokobylskij 2007. Aspilota volans ingår i släktet Aspilota och familjen bracksteklar. Inga underarter finns listade.